# Poda (Sjenica)
Pour les articles homonymes, voir Poda.
Poda (en serbe cyrillique : Пода) est un village de Serbie situé dans la municipalité de Sjenica, district de Zlatibor. Au recensement de 2011, il comptait 14 habitants.

## Démographie
| 1948 | 1953 | 1961 | 1971 | 1981 | 1991 | 2002 | 2011 |
| ---- | ---- | ---- | ---- | ---- | ---- | ---- | ---- |
| 98   | 109  | 134  | 65   | 49   | 57   | 17   | 10   |

|  |